# Brossac
Brossac – miejscowość i gmina we Francji, w regionie Nowa Akwitania, w departamencie Charente.
Według danych na rok 1990 gminę zamieszkiwały 593 osoby, a gęstość zaludnienia wynosiła 27 osób/km² (wśród 1467 gmin regionu Poitou-Charentes Brossac plasuje się na 494. miejscu pod względem liczby ludności, natomiast pod względem powierzchni na miejscu 334.).